# Yukihiro Awaji
Yukihiro Awaji (淡路 幸宏, Awaji Yukihiro) conocido profesionalmente como yukihiro, es el baterista de la reconocida banda japonesa L'Arc~en~Ciel. Así mismo es el líder, vocalista y fundador de la banda Acid Android.

## Reseña biográfica
Yukihiro nació el 24 de noviembre de 1968 en Chiba, una localidad cercana a Tokio. Tuvo una infancia similar a la de cualquier otro niño japonés, y nunca cuestionó si su vida saldría de la típica rutina de ir a la escuela, graduarse en una universidad y convertirse en un trabajador remunerado. Sin embargo, él amaba la música que se hacía en Japón y en América, del Heavy Metal al Pop.
Cuando entró a la preparatoria comenzó a tocar la batería y decidió convertirse en músico profesional. Una vez que tomó esta decisión, le dijo a sus padres que dejaría la escuela porque no era de utilidad para él. Ellos le prohibieron eso, de modo que continuó sus estudios mientras se dedicaba a la música rock.
En sus días de universitario se unió a Zi:Kill, uno de los grupos de rock japoneses que venía creciendo en popularidad para aquel entonces.

## Antes de L'Arc~en~Ciel
Zi:Kill firmó un contrato con Extasy Records en 1989. Sin embargo, tuvieron una discusión durante la grabación de su primer álbum fuera de Japón. Yukihiro salió del grupo entonces. Luego de eso formó la banda Optic Nerve con el guitarrista Shin Murohime, pero solo duraron unos meses. En 1991 se unió a Die in Cries.
Con esta banda grabó un disco llamado "Nothing to Revolution" en ese mismo año. Rápidamente ganaron en público, lo que desembocó en la presentación que tuvieron en el Nippon Budōkan en 1994. Yukihiro se sintió un poco frustrado por la estricta línea musical que seguía la banda. Llegó a escribir algunas canciones, pero fueron rechazadas por los otros miembros. Algunas de esas canciones, como "trick" y "L'heure" serían grabadas con L'Arc~en~Ciel en 1999.
Die in Cries se disolvió en 1995. Por un tiempo Yukihiro trabajó como baterista de sesiones, sin pertenecer a una banda en particular. Luego llegó la proposición que le llevó al verdadero éxito.

## L'Arc~en~Ciel
Cuando se anunció en 1997 que Sakura, el baterista que venía tocando con L'Arc prácticamente desde sus inicios dejaría la banda, su líder Tetsu le pidió a Yukihiro ayuda para la grabación de su nuevo sencillo. Durante este período desarrolló una buena química con ellos. Su única pista de batería fue aceptada para la canción que más tarde saldría bajo el nombre de "Niji". Luego estuvo con la banda en el concierto que significó la vuelta a los escenarios de L'Arc~en~Ciel llamado "Reincarnation in Tokyo Dome". A pesar de todo, Yukihiro no era un miembro oficial de la banda en esos momentos. No fue sino hasta 1998 que se anunció como miembro definitivo en el grupo.
A pesar de las críticas que tuvo (la gran mayoría provenientes de fanáticos de Sakura) su adaptación fue bastante rápida. Justo después de su integración, la agrupación llegó a su clímax volviéndose una de las bandas más populares, mucho más populares de lo que sus miembros habrían esperado. Entradas a conciertos agotadas, disco de platino para el Heart, sencillos que salían casi mensualmente y siempre llegaban a la cima de ventas. Y no sería nada comparado con lo que trajo el año 1999. Más de cuatro millones de discos vendidos y una serie de súper conciertos en el marco del "1999 GRAND CROSS TOUR" que marcaron toda una era en la historia de la banda.
Desde entonces ha sacado con el grupo otros 4 discos, más de 6 giras y un buen número de sencillos.

## Acid Android
Acid Android, es el proyecto en solitario de yukihiro, surgió en el año 2002 y al igual que L'Arc~en~Ciel firmó con Sony Music Japan en la división de Ki/oon Records. Esta banda demostró algo distinto a los grupos que había pertenecido Yukihiro, mostrando un sonido más pesado, rápido, y con más luces y efectos visuales durante sus conciertos.

## Discografía

### Álbumes & EP
- acid android (25 de septiembre de 2002)
- faults (12 de marzo de 2003)
- purification (CD & SACD) (5 de mayo de 2006)

### Sencillos
- ring the noise (27 de septiembre de 2001)
- let's dance (5 de abril de 2006)

### DVD
- acid android live 2003 (3 de marzo de 2004)
- acid android tour 2006 (22 de noviembre de 2006)